# 존 롤스
존 롤스(John Rawls, 1921년 2월 21일 ~ 2002년 11월 24일)는 하버드 대학교에서 정치 철학 교수를 지냈고 《정의론》(1971년)과 《공정으로서의 정의: 재서술》(2001년)를 쓴 미국의 철학자이다. 하버드 대학교에서 제임스 코넌트 프로페서십과 크라이스트 처치에서 풀브라이트 펠로십을 획득하였으며, 1999년에는 샤크 상(Schock Prize)과 롤스의 저작이 "교육받은 미국인의 전체 세대가 민주주의에 대한 믿음을 되살리는 데에 도움을 준" 공로로 네셔널 휴머니티스 메달을 수상하였다.
롤스의 걸작인 《정의론》은 출판된 시점에서는 제2차 세계 대전의 종료 이후에 윤리학에서 가장 중요한 저작으로 평가되었고, 현재는 정치 철학에서의 주요 교재 중 하나로 인정되고 있다. 롤스의 정치 철학 저작은 "가장 합리적인 원리는 모든 사람이 공정한 지위에서 수용하고 동의하는 것이다."라는 주장을 출발점으로 취하였다.롤스는 모든 사람이 동등하게 원초적 입장에서 위치를 부여받는 원초적 위치(orginal position)와 같은 다수의 사고 실험을 채용하여 사회 정의의 원리를 결정하고자 하였다. 롤스는 자유주의적 정치 철학의 전통에서 주요한 사상가 중 한 명이다. 영국의 철학자 조너선 울프(Jonathan Wolff)는 "20세기의 두 번째로 중요한 정치철학자에 대한 논란은 있을 수 있겠으나 가장 중요한 정치철학자에 대한 논란은 있을 수 없다. 그 사람은 바로 롤스이다."라고 말했다.
또한, 소행성 16561 롤스는 그를 기념해 이름이 붙여졌다.

## 생애
롤스는 메릴랜드주 볼티모어에서 태어났다. 그는 볼티모어의 저명한 변호사에서 태어난 다섯 아들 중 둘째였다.
롤스는 볼티모어의 칼버트 학교를 졸업하고 코네티컷의 성공회 예비 학교인 켄트 학교에 입학했다. 1939년 졸업과 동시에 롤스는 프린스턴 대학교에 입학하였다. 롤스는 노먼 맬컴의 영향을 받았다. 프린스턴에서의 마지막 2년 동안 그는 "신학과 그 교리에 깊이 관심을 갖게 되었다." 그는 성공회 사제직을 위해 공부하기 위해 신학교에 참석하는 것을 고려하고 "열심히 종교적인 수석 논문( BI) "을 작성했다. 롤스는 "죄와 신앙의 의미"라는 제목의 181페이지 분량의 긴 테제에서 펠라기우스주의를 공격했는데, 그 이유는 그것이 "그리스도의 십자가를 무효로 만들 것"이기 때문이다. 그의 주장은 능력의 자연적 불평등이 사회의 부의 분배에 대한 정당한 결정 요인이 될 수 있다는 생각을 비판한 카를 마르크스의 책에서 부분적으로 파생되었다. 롤스가 무신론자가 된 후에도 그가 사용한 많은 반펠라기우스 주장은 《정의론》에서 반복되었다. 롤즈는 1943년에 프린스턴 대학을 우등 으로 학사 학위로 졸업하였다.
롤스는 1943년 2월 미국 육군에 입대했다. 제2차 세계 대전 동안, 롤스는 태평양에서 보병으로 복무했으며, 그곳에서 그는 뉴기니에서 순회 임무를 수행하고 동성훈장을 받았다. 그리고 필리핀에서 그는 집중적인 참호전을 견디고 폭력과 유혈 사태의 충격적인 장면을 목격했다. 그곳에서 그는 기독교 신앙을 잃고 무신론자가 되었다.
롤스는 1952년까지 프린스턴에서 가르쳤고 옥스퍼드 대학 (Christ Church)에서 풀브라이트 펠로우십을 받았으며 그곳에서 자유주의 정치 이론가이자 역사가인 아이제이아 벌린과 법이론가인 H. L. A. 하트의 영향을 받았다. 미국으로 돌아온 후 그는 먼저 조교로 근무한 후 코넬 대학교에서 부교수로 재직했다. 1962년에 그는 코넬 대학교 철학 교수가 되었고 곧 MIT에서 종신직을 달성했다. 같은 해, 그는 하버드 대학교로 옮겨 거의 40년 동안 가르쳤으며, 토머스 네이글, 엘리자베스 앤더슨, 크리스틴 코스가드를 포함한 도덕 및 정치 철학 분야의 주요 현대 인물들을 교육했다.그는 하버드에서 제임스 브라이언트 코넌트 대학교 교수직을 역임했다.
롤즈는 인터뷰를 거의 하지 않았다. 대신 그는 주로 학업과 가족 생활에 전념했다.
1995년에 그는 몇 차례의 뇌졸중 중 처음으로 일을 계속할 수 있는 능력에 심각한 지장을 초래했다. 그럼에도 불구하고 그는 국제 정의에 대한 자신의 견해에 대한 진술인 《만민법》을 완성할 수 있었고, 롤스는 2002년 11월 24일 81세의 나이로 사망했으며 매사추세츠의 마운트 오번 묘지에 묻혔다.

## 사상

### 정의론
1971년에 출판된 《정의론》(A Theory of Justice )은 겉보기에 상충되는 것처럼 보이는 자유와 평등의 주장을 해결하는 것을 목표로 했다. 그러나 롤스가 취한 형태는 한 가치의 도덕적 주장을 다른 가치와 비교하여 타협하거나 약화시키는 균형 행동의 형태가 아니었다. 오히려, 그의 의도는 자유와 평등의 개념이 통합될 수 있다는 것을 보여주는 것이었다. 그의 독자들이 정의에 대해 생각할 때 취해야 하는 관점을 강화하려고 시도함으로써, 롤스는 가정된 자유와 평등 사이의 갈등이 환상에 불과하다는 것을 보여주기를 희망했다.
《정의론》에는 그가 "원초적 입장"이라고 불렀던 사고 실험이 포함되어 있다. 정치 철학의 기업은 정의에 대한 자신의 생각에서 취해야 하는 올바른 관점을 명시함으로써 큰 이익을 얻을 것이다. 사람 사이에 공의를 얻는다는 것이 무엇을 의미하는지 생각할 때, 우리는 어떤 특징(머리카락이나 눈 색깔, 키, 인종 등)을 제거하고 다른 사람에게 집착한다. 정의에 대해 잘 숙고할 목적으로 어떤 기능이 관련성이 있고 어떤 기능이 관련이 없는지에 대한 우리의 모든 직관을 인코딩하는 것을 의미한다.
롤즈는 원초적 입장에서 정의의 두 가지 원칙을 도출합니다. 첫 번째는 모든 시민에게 평등한 기본적 자유를 설정하는 자유 원칙이다. '기본' 자유는 (자유주의 전통에 익숙한) 양심, 결사 및 표현의 자유와 민주적 권리를 수반한다. 롤스는 평등의 두 번째 원칙이 사회의 모든 사람에게 의미 있는 선택을 나타내는 자유를 보장하고 분배적 정의를 보장하기 위해 합의될 것이라고 주장한다. 참가자들은 공정한 기회 평등과 차등 원칙으로 구성된 두 부분으로 구성된 두 번째 원칙을 확인하게 될 것이다. 이 두 번째 원칙은 비슷한 재능과 동기를 가진 사람들이 거의 비슷한 삶의 기회에 직면하게 하고 사회의 불평등이 가장 취약한 사람들에게 이익이 되도록 한다.

### 정치적 자유주의
《정치적 자유주의》 (1993)에서 롤스는 인간의 선에 관한 시민들 사이의 다루기 힘든 철학적, 종교적, 도덕적 불일치의 맥락에서 정치적 정당성에 대한 문제로 시선을 돌렸다. 그는 그러한 불일치가 합리적이라고 주장했다. 즉, 자유주의 국가가 보호하도록 설계된 열린 탐구와 자유로운 양심의 조건 하에서 인간 합리성을 자유롭게 행사한 결과이다. 합리적인 불일치에 직면한 합법성 문제는 롤스에게 시급한 문제였다. 왜냐하면 정의를 공정함으로 정당화하는 자신의 정당화는 합리적으로 거부될 수 있는 인간 선에 대한 칸트의 개념에 의존했기 때문이다. 정의론(A Theory of Justice)에서 제시하는 정치적 개념이 논쟁의 여지가 있는 인간 번영에 대한 개념을 불러일으키기만 하면 선한 것으로 보일 수 있다면, 그것에 따라 질서 있는 자유주의 국가가 어떻게 합법적일 수 있는지는 불분명하다.
이 겉보기에 새로운 관심사에 생기를 불어넣는 직관은 실제로 사회의 기본 헌장이 삶을 살아야 할 시민들이 합리적으로 거부할 수 없는 원칙, 주장 및 이유에만 의존해야 한다는 아이디어와 다르지 않다. 사회적, 법적, 정치적 제약에 의해 제한된다. 즉, 법률의 정당성은 합리적으로 거부할 수 없는 정당화에 달려 있다. 그러나 이 오래된 통찰은 롤스가 정의를 공정성 그 자체로 정당화하는 것으로까지 확장되어야 한다는 것을 깨달았을 때 새로운 형태를 취했다.
공적 이성의 이상은 자유주의 국가의 기초가 되는 공적 정치적 가치(자유, 평등, 공정성)의 지배를 확보한다. 그러나 이러한 가치의 정당화는 합리적으로 거부할 수 있는 깊은(종교적 또는 도덕적) 형이상학적 약속에 필연적으로 의존할 것이기 때문에, 롤스는 공공의 정치적 가치는 개별 시민에 의해서만 사적으로 정당화될 수 있다고 주장했다. 대중의 자유주의적 정치적 개념과 그에 수반되는 가치는 공개적으로(예를 들어 사법적 견해와 대통령 연설에서) 확증될 수 있고 또 긍정될 것이지만 그것의 깊은 정당성은 그렇지 않을 것이다. 정당화의 임무는 롤스가 "합리적인 포괄적 교리"라고 부른 것과 그것을 지지하는 시민들에게 있다. 합리적인 가톨릭 신자는 자유주의적 가치를 정당화하고, 합리적인 이슬람교도를 정당화하며, 합리적인 세속 시민을 정당화할 것이다. 그의 희망은 유사한 설명이 다른 많은 포괄적인 교리에 대해 제시될 수 있다는 것이다. 이것이 "중첩적 합의" 개념이다.
그러한 합의는 일부 교리, 즉 "비합리적"인 교리를 필연적으로 배제할 것이므로 롤스가 그러한 교리에 대해 무엇을 말해야 하는지 궁금할 수 있다. 불합리한 포괄적 교리는 예의범절과 양립할 수 없다는 의미에서 불합리하다. 이것은 불합리한 교리가 자유주의 정의 이론이 보호하기 위해 고안한 근본적인 정치적 가치, 즉 자유, 평등 및 공정성과 양립할 수 없다고 말하는 또 다른 방법일 뿐이다. 롤스의 프로젝트는 자유주의적 가치를 아직 약속하지 않았거나 최소한 공개하지 않은 사람들에게 자유주의적 가치를 정당화하는 우려를 배제하는 이 목표를 가지고 있다. 롤스의 관심은 현대 민주주의 사회의 종교적 도덕적 다원주의에 직면하여 실행 가능한 공적 담론의 형식으로 봉사할 수 있는지 여부에 있다.

### 만민법
롤즈가  《만민법》의 출판으로 국제 정치에 대한 포괄적인 이론을 공식화한 것은 그의 경력 말년이 되어서였다.

## 수상
- Schock Prize for Logic and Philosophy (1999)
- National Humanities Medal (1999)

## 저서
- 정치적 자유주의

## 같이 보기
- 로버트 노직
- 마이클 왈처
- G. A. 코헨

## 참고 문헌
- 롤즈 『정의론』 / 장동익